# Уборка (село)
Убо́рка — село в Чугуевском муниципальном районе Приморского края России.

## География
Село находится на правом берегу реки Павловка, в 4 км до впадения её в Уссури, на автотрассе Осиновка — Рудная Пристань, на расстоянии 40 км к северо-востоку от села Чугуевка, административного центра района.
Между сёлами Варпаховка и Уборка — перекрёсток на Кокшаровку, автомобильная дорога идёт до города Дальнереченск, выход на трассу «Уссури».

## История
Основано в 1907 году. Названо в честь посёлка Уборок Черниговской губернии .

## Население
| 1915 | 1926 | 2002  | 2006  | 2010 |
| ---- | ---- | ----- | ----- | ---- |
| 345  | ↗590 | ↗1002 | ↘1000 | ↘851 |

## Улицы
| - пер. Арсеньева, - ул. Кубанская, - пер. Мельничный, - ул. Молодёжная, | - ул. Новая, - ул. Озёрная, - ул. Октябрьская, - ул. Первомайская, | - ул. Рабочая, - ул. Советская, - ул. Юбилейная. |